# 1830
1830 (MDCCCXXX) byl rok, který dle gregoriánského kalendáře započal pátkem.

## Události
- 3. února – Řecko uznáno samostatným státem.
- 29. března – Španělský král Ferdinand VII. vydal Pragmatickou sankci, kterou upravoval pravidla nástupnictví na španělský trůn pro ženy.
- 6. dubna – Byla založena náboženská společnost Církev Ježíše Krista Svatých posledních dnů.
- 14. června – Francie začala vojensky obsazovat Alžírsko.
- 26. června – Na britský trůn nastoupil Vilém IV.
- 17. července – Francouzský vynálezce Barthélemy Thimonnier získal patent na šicí stroj.
- 27.–29. července – Červencová revoluce ve Francii svrhla Bourbony z trůnu.
- 2. srpna – Francouzský král Karel X. se vzdal trůnu.
- 25. srpna–27. září – Začala revoluci, následně vznikla samostatná Belgie.
- 31. srpna – Anglický inženýr Edwin Beard Budding získal patent na sekačku na trávu.
- 4. října – Belgie vyhlásila nezávislost na Spojeném království Nizozemském.
- listopad – Francouzský spisovatel Stendhal vydal román Červený a černý.
- 29. listopadu – V Polsku začalo Listopadové povstání proti ruské nadvládě.
- 5. prosince – V Paříži měla premiéru Fantastická symfonie francouzského skladatele Hectora Berlioze.
- Simón Bolívar odstoupil z funkce prezidenta Velké Kolumbie.
- Do provozu byl dán první úsek Lánské koněspřežky.

### Probíhající události
- 1817–1864 – Kavkazská válka
- 1830–1831 – Belgická revoluce
- 1830–1831 – Listopadové povstání

## Vědy a umění
- 4. října – Šestiletý Bedřich Smetana vyvolal na domácím koncertě v rodné Litomyšli obdiv svou virtuózní hrou na klavír

## Narození

### Česko

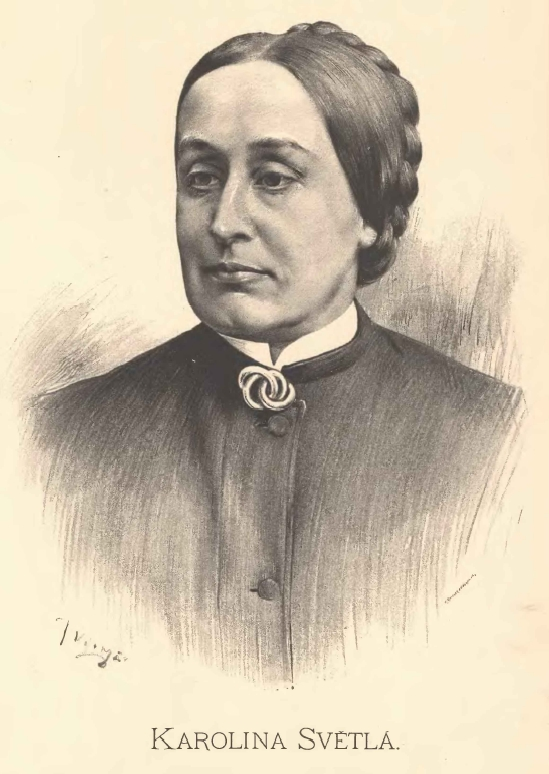
Karolina Světlá (* 24. února)

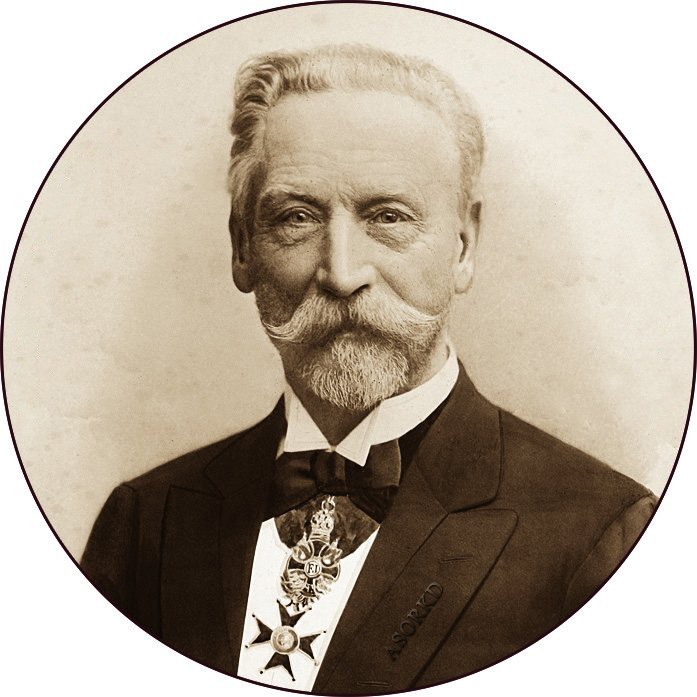
Heinrich Mattoni (* 11. srpna)

- 03. ledna – Vincenc Janík, rakouský politik české národnosti († 30. června 1874)
- 06. ledna – Adolf Kosárek, malíř († 3. října 1859)
- 19. ledna – Josef Engel, moravský politik německé národnosti († 28. dubna 1900)
- 29. ledna – Karel Holub, puškař († 23. března 1903)
- 09. února – Eduard Sturm, rakouský a český právník († 24. srpna 1909)
- 12. února – Adolf Klepsch, rakouský právník a politik († 22. září 1888)
- 18. února – Karl Moritz Zedtwitz, šlechtic a politik německé národnosti († 1915)
- 24. února – Karolína Světlá, spisovatelka († 7. září 1899)
- 26. února – Filip Bondy, první český vrchní zemský rabín († 13. listopadu 1907)
- 27. února – Josef Leander Beneš, právník a pedagog († 8. května 1887)
- 02. března – Karel Habětínek, předlitavský vysokoškolský pedagog, soudce a politik († 21. března 1915)
- 05. března – Filip Skrbenský z Hříště, rakousko-český politik († 21. března 1908)
- 15. března – Josef Kolář, slavista, překladatel a pedagog († 23. dubna 1910)
- 18. března – Felix Vetter z Lilie, moravský velkostatkář a politik († 21. listopadu 1913)
- 24. března – Vladislav Šír, lékař, ornitolog a spisovatel († 24. dubna 1889)
- 29. března – František Černý, hudební skladatel († 18. dubna 1900)
- 24. dubna
  - Josef Erben, pražský statistik († 11. dubna 1910)
  - Jiří Zach, matematik, učitel a architekt († 3. října 1887)
  - Vojtěch Lešetický, pedagog, básník a včelař († 5. ledna 1908)
  - Václav Klíma, rakouský advokát a politik české národnosti († 24. června 1906)
- 29. dubna – Josef Erben, pražský statistik († 11. dubna 1910)
- 03. května – Gustav von Schoeller, rakousko-uherský podnikatel působící v Brně († 18. prosince 1912)
- 04. května – Emanuel Forster, rakouský a český právník, šlechtic a politik († 24. června 1908)
- 11. května – Marie Němečková, zprostředkovatelka korespondence Karoliny Světlé a Jana Nerudy († 27. února 1912)
- 12. května – Antonín Baum, architekt, archeolog a sběratel († 2. května 1886)
- 14. května – František Rašín, rakouský politik české národnosti († 8. ledna 1903)
- 19. května – Vilém Antonín Landfras, knihtiskař, nakladatel a překladatel z němčiny († 1. června 1902)
- 02. června – Rudolf Faltin, lotyšský luterský duchovní a misionář († 27. ledna 1918)
- 11. června – Antonín Wildt, sochař († 12. dubna 1883)
- 14. června – Václav Leopold Chlumčanský z Přestavlk a Chlumčan, pražský arcibiskup (* 15. listopadu 1749)
- 15. června – Jan Vaclík, diplomat a publicista († 3. srpna 1917)
- 02. července – Petr Špelina, rakouský římskokatolický duchovní a politik († 16. prosince 1897)
- 31. července – František Zdeněk Skuherský, hudební skladatel a pedagog († 19. srpna 1892)
- 02. srpna – Josef Anton Richter, rakouský a český podnikatel a politik († 13. května 1898)
- 08. srpna – Josef Hessoun, kněz, „Apoštol amerických Čechů“ († 4. července 1906)
- 11. srpna – Heinrich Mattoni, karlovarský podnikatel († 14. května 1910)
- 26. srpna – Georg Löw, poslanec Českého zemského sněmu († 8. května 1887)
- 06. září
  - Tomáš Seidan, sochař a pedagog († 4. prosince 1890)
  - Anton Stöhr, rakousko-český právník a politik († 16. ledna 1906)
- 13. září – Marie von Ebner-Eschenbachová, rakouská spisovatelka moravsko-německého původu († 12. března 1916)
- 19. září – Eduard Bazika, stavební, vodohospodářský a železniční inženýr († 27. srpna 1914)
- 24. září – Carl Lützow, poslanec Moravského zemského sněmu († 1892)
- 30. září – František Zeibert, děkan brněnské kapituly a pedagog († 12. května 1901)
- 05. října – Antonín Fink, právník a politik († 9. srpna 1883)
- 10. října – Jan Palacký, geograf († 23. února 1908)
- 11. října – Emil Zillich, malíř († 22. ledna 1896)
- 29. října – Karel Navrátil, kněz a historik († 14. září 1887)
- 02. listopadu – Jan Štros, lékař a politik († 27. července 1900)
- 07. listopadu – Václav Michael Mölzer, stavitel varhan († 22. října 1899)
- 22. listopadu – Emanuel Trmal, právník a politik († 18. února 1914)
- 01. prosince – Josef Říha, právník a regionální politik († 21. května 1887)
- 10. prosince – Rudolf Dominik Zafouk mladší, sochař, řezbář a modelér († po r. 1890)
- 17. prosince
  - Václav Zenger, fyzik, rektor Českého vysokého učení technického v Praze († 22. ledna 1908)
  - Josef Šimon, kněz a čestný kanovník Katedrální kapituly u sv. Štěpána v Litoměřicích († 9. dubna 1907)
- 18. prosince – František Schön, stavební inženýr, podnikatel a architekt († 22. ledna 1921)
- neznámé datum
  - Antonín Fink, právník a politik († 9. srpna 1883)
  - Josef Hawran, rakousko-český politik německé národnosti († 21. září 1873)
  - Václav Pražák, politik († 1907)
  - Josef Rott, rakouský politik a právník z Čech († 28. května 1900)
  - Albert Trieschet, právník a politik z Moravy († 14. října 1913)
  - Rozálie Šliková, moravská šlechtična († 2. března 1854)

### Svět
- 02. ledna

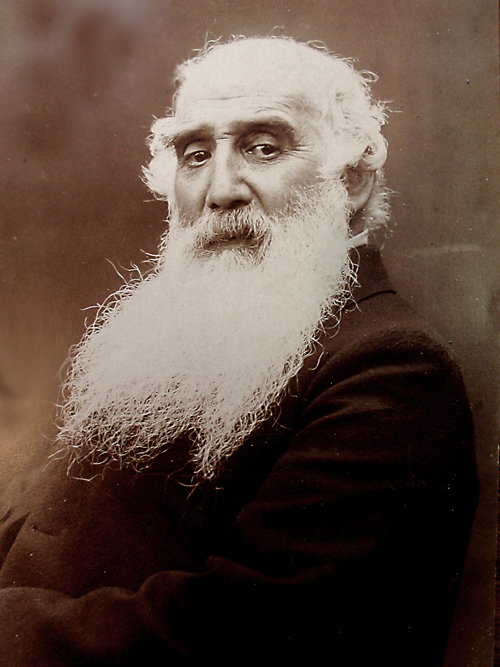
Camille Pissarro (* 10. července)

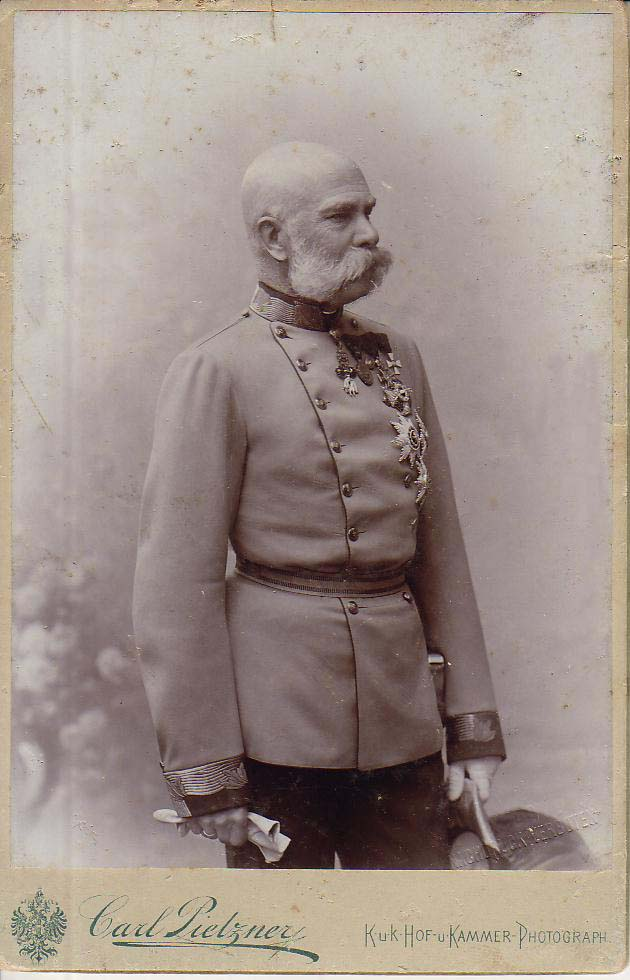
František Josef I. (* 18. srpna)

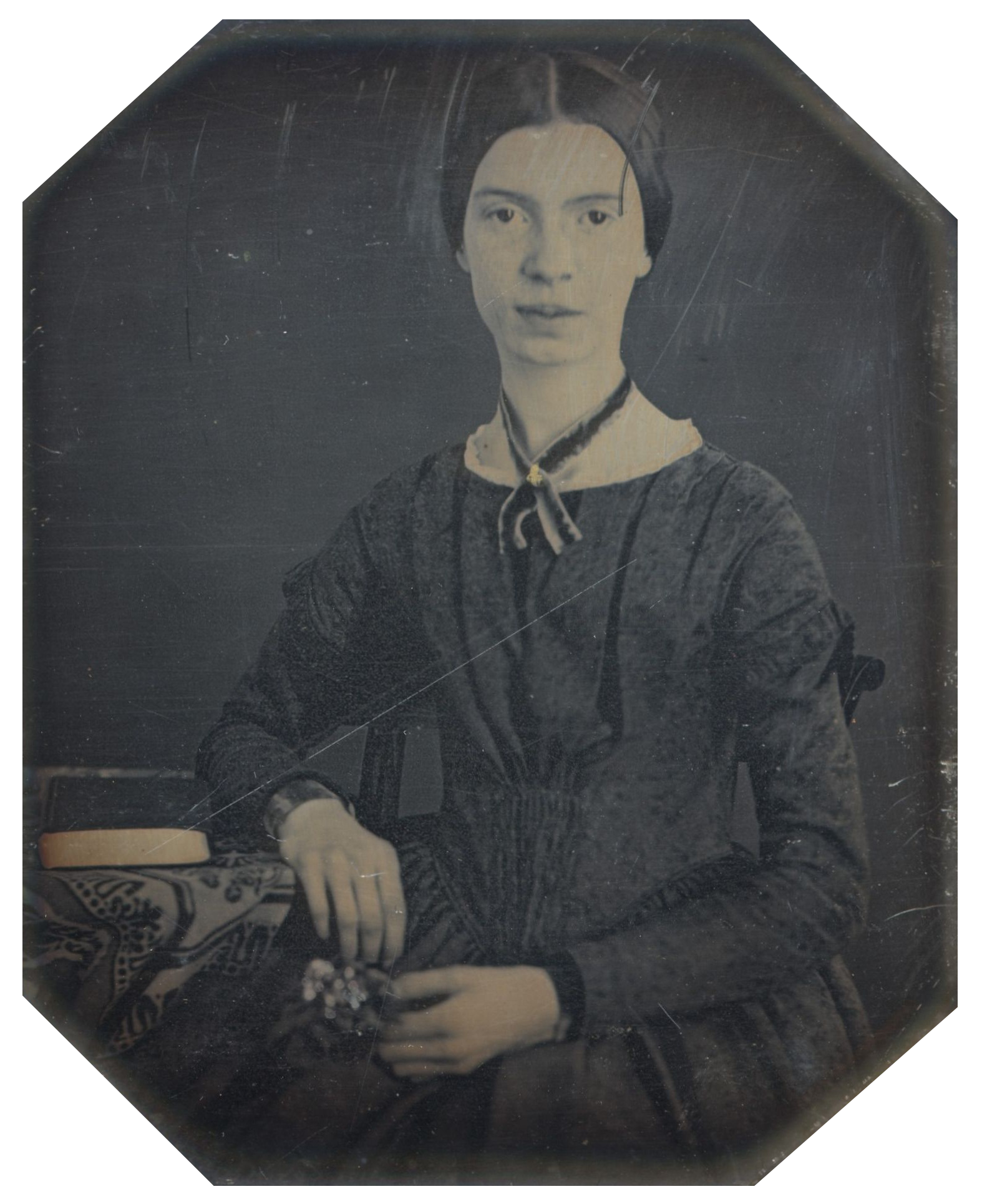
Emily Dickinsonová (* 10. prosince)

  - Ernst Ludwig Dümmler, německý historik († 11. září 1902)
  - Henry Flagler, americký průmyslník a spoluzakladatel firmy Standard Oil († 20. května 1913)
- 04. ledna – Mimi Frellsen, průkopnice norské fotografie († 31. prosince 1914)
- 07. ledna – Albert Bierstadt, americký malíř narozený v Německu († 8. února 1902)
- 08. ledna – Hans von Bülow, německý dirigent, klavírista a hudební skladatel († 12. února 1894)
- 17. ledna – Christian Schäffer, rakouský šlechtic a politik († 6. května 1885)
- 19. ledna – Pavel Matvějevič Olchin, ruský popularizátor vědy a techniky († 1. srpna 1915)
- 25. ledna – William Leggo, kanadský tiskař a vynálezce († 21. července 1915)
- 31. ledna – James G. Blaine, americký státník a republikánský politik († 27. ledna 1893)
- leden – Albert Clerc, francouzský šachový mistr († 10. června 1918)
- 03. února – Robert Cecil, 3. markýz ze Salisbury, britský premiér († 22. srpna 1903)
- 04. února
  - Ivan Petrovič Larionov, ruský hudební skladatel, literát a folklorista († 4. května 1889)
  - Alžběta Saská, saská princezna († 14. srpna 1912)
  - Gustavo Venturi, rakouský botanik a politik italské národnosti z Tyrolska († 5. června 1898)
- 06. února – Daniel Oliver, anglický botanik († 21. prosince 1916)
- 08. února – Abdulaziz, turecký sultán († 4. června 1876)
- 11. února – Hans Bronsart von Schellendorff, německý hudební skladatel, dirigent a klavírista († 3. listopadu 1913)
- 21. února – William Richard Annesley, anglo-irský politik a 4. hrabě Annesley († 10. srpna 1874)
- 23. února – Eugen Krčméry, slovenský knihkupec a vydavatel († 11. září 1891)
- 04. března – Franz Fischer, rakouský římskokatolický duchovní a politik († 7. září 1888)
- 05. března – Étienne-Jules Marey, francouzský vědec, lékař a fotograf († 21. května, 1904)
- 15. března
  - Élisée Reclus, francouzský geograf a anarchista († 4. července 1905)
  - Paul Heyse, německý spisovatel(† 2. dubna 1914)
  - John Moresby, britský námořní důstojník († 12. července 1922)
- 18. března – Fustel de Coulanges, francouzský historik († 12. září 1889)
- 20. března
  - Amálie Sasko-Výmarská, nizozemská princezna († 1. května 1872)
  - Andrew Joseph Russell, americký fotograf († 22. září 1902)
- 24. března
  - Hermann Hüffer, německý právník a historik († 15. března 1905)
  - Mathias Rammer, rakouský politik německé národnosti († 7. března 1908)
- 09. dubna – Eadweard Muybridge, anglický fotograf a vynálezce († 8. května 1904)
- 20. dubna – Heinrich Klinkosch, rakouský podnikatel, bankéř a politik († 28. července 1889)
- 01. května – Guido Gezelle, vlámský katolický kněz, spisovatel, novinář a básník († 27. listopad 1899)
- 02. května – Otto Staudinger, německý entomolog († 13. října 1900)
- 04. května – Jules Arnous de Rivière, francouzský šachový mistr († 11. září 1905)
- 09. května – Harriet Laneová, první dáma USA, neteř prezidenta Jamese Buchanana († 3. července 1903)
- 10. května – François-Marie Raoult, francouzský chemik († 1. dubna 1901)
- 18. května – Karl Goldmark, maďarský hudební skladatel židovského původu († 2. ledna 1915)
- 20. května – Hector Malot, francouzský spisovatel († 17. července 1907)
- 24. května – Aleksej Kondraťjevič Savrasov, ruský realistický malíř († 8. října 1897)
- 29. května – Louise Michelová, francouzská anarchistka († 10. ledna 1905)
- 05. června – Carmine Crocco, italský voják († 18. června 1905)
- 08. června – Alexandra Sasko-Altenburská, ruská velkokněžna († 6. července 1911)
- 18. června – Arnošt Karel Hoyos, rakouský šlechtic a rakousko-uherský politik († 21. srpna 1903)
- 22. června – Teodor Leszetycki, polský pianista, skladatel a hudební pedagog († 14. listopadu 1915)
- 09. července – Henry Peach Robinson, anglický fotograf († 21. února 1901)
- 10. července – Camille Pissarro, francouzský malíř († 13. listopad 1903)
- 11. července – Julius Rütgers, německý průmyslník podnikající v chemickém průmyslu († 6. srpna 1903)
- 12. července – Jules Beaujoint, francouzský romanopisec († 23. prosince 1893)
- 14. července – Henry Edward Bird, anglický šachový mistr a historik († 11. dubna 1908)
- 19. července – Alfred Waterhouse, anglický architekt († 22. srpna 1905)
- 24. července – Nikolaus Dumba, rakouský průmyslník a politik († 23. března 1900)
- 31. července – Franz Coronini-Cronberg, rakouský politik († 25. srpna 1901)
- 01. srpna – Mary Harris Jones, americká politická aktivistka († 30. listopadu 1930)
- 16. srpna – George Alcock MacDonnell, irský duchovní a šachový mistr († 3. června 1899)
- 17. srpna – Isaiah West Taber, americký fotograf († 22. února 1912)
- 18. srpna
  - František Josef I. císař rakouský, král český a uherský († 21. listopadu 1916)
  - Ole Tobias Olsen, norský lektor, fotograf, žalmista († 6. července 1924)
- 19. srpna – Julius Lothar Meyer, německý chemik († 11. dubna 1895)
- 26. srpna – Georg Löw, rakouský a český železniční inženýr († 8. května 1887)
- 01. září – Johann Ferdinand Schrank, rakouský pedagog a politik († 28. prosince 1881)
- 08. září – Frédéric Mistral, francouzský básník († 25. března 1914)
- 13. září – Marie von Ebner-Eschenbachová, rakouská spisovatelka († 12. března 1916)
- 14. září – Franz Kupelwieser, rakouský vysokoškolský pedagog a politik († 5. srpna 1903)
- 15. září – Porfirio Díaz, mexický prezident († 2. července 1915)
- 22. září – Konrad Fihauser, rakouský politik polské národnosti z Haliče († 10. června 1882)
- 25. září – Karl Klindworth, německý skladatel, dirigent a klavírní virtuos († 27. července 1916)
- 02. října – Johannes Petter Lindegaard, dánský fotograf působící v Norsku († 10. ledna 1889)
- 03. října – Albert Günther, německo-britský zoolog († 1. února 1914)
- 09. října – Heinrich Preisenhammer, rakouský právník a politik († 21. ledna 1900)
- 10. října – Isabela II. Španělská, španělská královna († 9. dubna 1904)
- 16. října – Ľudovít Kubáni, slovenský básník, prozaik, literární kritik a dramatik († 30. listopadu 1869)
- 21. října – Nain Singh, britský objevitel himálajské oblasti († 1. února 1882)
- 25. října – August Dehne, rakouský politik († 13. května 1917)
- 30. října – François Crépin, belgický botanik († 30. dubna 1903)
- 01. listopadu – Johann Plass, rakouský politik německé národnosti († 1910)
- 02. listopadu – Karol Divald, uherský lékárník, fotograf a tiskař († 7. listopad 1897)
- 04. listopadu – Paul Topinard, francouzský antropolog a lékař († 20. prosince 1911)
- 10. listopadu – Frederick Lygon, 6. hrabě Beauchamp, britský politik a šlechtic († 19. února 1891)
- 14. listopadu – Alois Czedik von Bründelsberg, rakouský politik († 20. července 1924)
- 15. listopadu – Alfred William Hunt, britský malíř († 3. května 1896)
- 22. listopadu
  - Karl Christian Bruhns, německý astronom a geodet († 25. července 1881)
  - Paul Wittmann, rakouský státní úředník a politik († 9. února 1889)
- 23. listopadu
  - Caspar von Zumbusch, německý sochař a medailér († 26. září 1915)
  - Eduard Zwierzina, rakouský podnikatel a politik († 31. května 1894)
- 29. listopadu – Jules Péan, francouzský chirurg († 30. ledna 1898)
- listopad – John Deighton, anglický obchodník, majitel baru a kapitán († 29. května 1875)
- 01. prosince – Hedvig Söderström, švédská ilustrátorka, malířka († 20. května 1914)
- 03. prosince – Frederick Leighton, anglický malíř a sochař († 25. ledna 1896)
- 05. prosince – Christina Rossetti, anglická básnířka († 29. prosince 1894)
- 10. prosince – Emily Dickinsonová, americká básnířka († 15. května 1886)
- 11. prosince
  - František Víťazoslav Sasinek, nejplodnější slovenský historik druhé poloviny 19. století († 17. listopadu 1914)
  - Kamehameha V., havajský král († 11. prosince 1872)
- 14. prosince – Viktor Madarász, maďarský revolucionář a malíř († 10. ledna 1917)
- 16. prosince
  - Cornelis Petrus Tiele, nizozemský teolog († 11. ledna 1902)
  - Kálmán Tisza, maďarský politik († 23. března 1902)
- 23. prosince – Franz Keil, rakouský právník a politik německé národnosti († 25. června 1909)
- 25. prosince – Jan Spławiński, rakouský právník a politik († 23. června 1888)
- 31. prosince – Ismá'íl Paša, osmanský chediv a zčásti nezávislý vládce z Egypta († 2. března 1895)
- neznámé datum
  - Hieronymus von Alesani, rakouský politik původem z Dalmácie († 8. února 1887)
  - William Bell, americký fotograf († 28. ledna 1910)
  - Karl Bergamasko, ruský fotograf italského původu († 1896)
  - Tancrède Dumas, italský fotograf († 1905)
  - Émile Nagant, belgický výrobce a konstruktér zbraní († 23. prosince 1902)
  - Franc Mezer, kyjevský umělec a fotograf († 1922)
  - Per Adolf Thorén, norský fotograf († 1909)
  - Mahitab Kadınefendi, desátá manželka osmanského sultána Abdulmecida I. († 1888)

## Úmrtí

### Česko

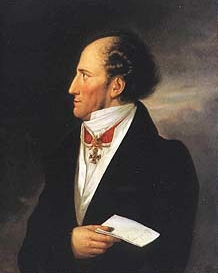
František Josef ze Šternberka a Manderscheidu († 8. dubna)

- 03. ledna – František Liebich, malíř (* 1778)
- 19. ledna – Václav Tomáš Matějka, skladatel a kytarista (pokřtěn 6. června 1773)
- 24. ledna – Jan Nepomuk Lažanský z Bukové, šlechtic a politik (* 8. listopadu 1774)
- 17. února – Josef Antonín Vratislav z Mitrovic, šlechtic a politik (* 2. září 1764)
- 18. února – Josef Niederhofer, český, předčasně zemřelý malíř (* 8. února 1809)
- 19. března – Matěj Josef Sychra, kněz, jazykovědec a spisovatel (* 21. prosince 1776)
- 08. dubna – František Josef ze Šternberka a Manderscheidu, šlechtic, mecenáš a osvícenec (* 4. září 1763)
- 14. června – Václav Leopold Chlumčanský z Přestavlk a Chlumčan, arcibiskup pražský (* 15. listopadu 1749)
- 10. srpna – Dominik Josef Škroup, kantor a skladatel (* 2. srpna 1766)
- neznámé datum
  - Tomáš Antonín Kunz, hudební skladatel a vynálezce (* 21. prosince 1756)

### Svět
- 07. ledna

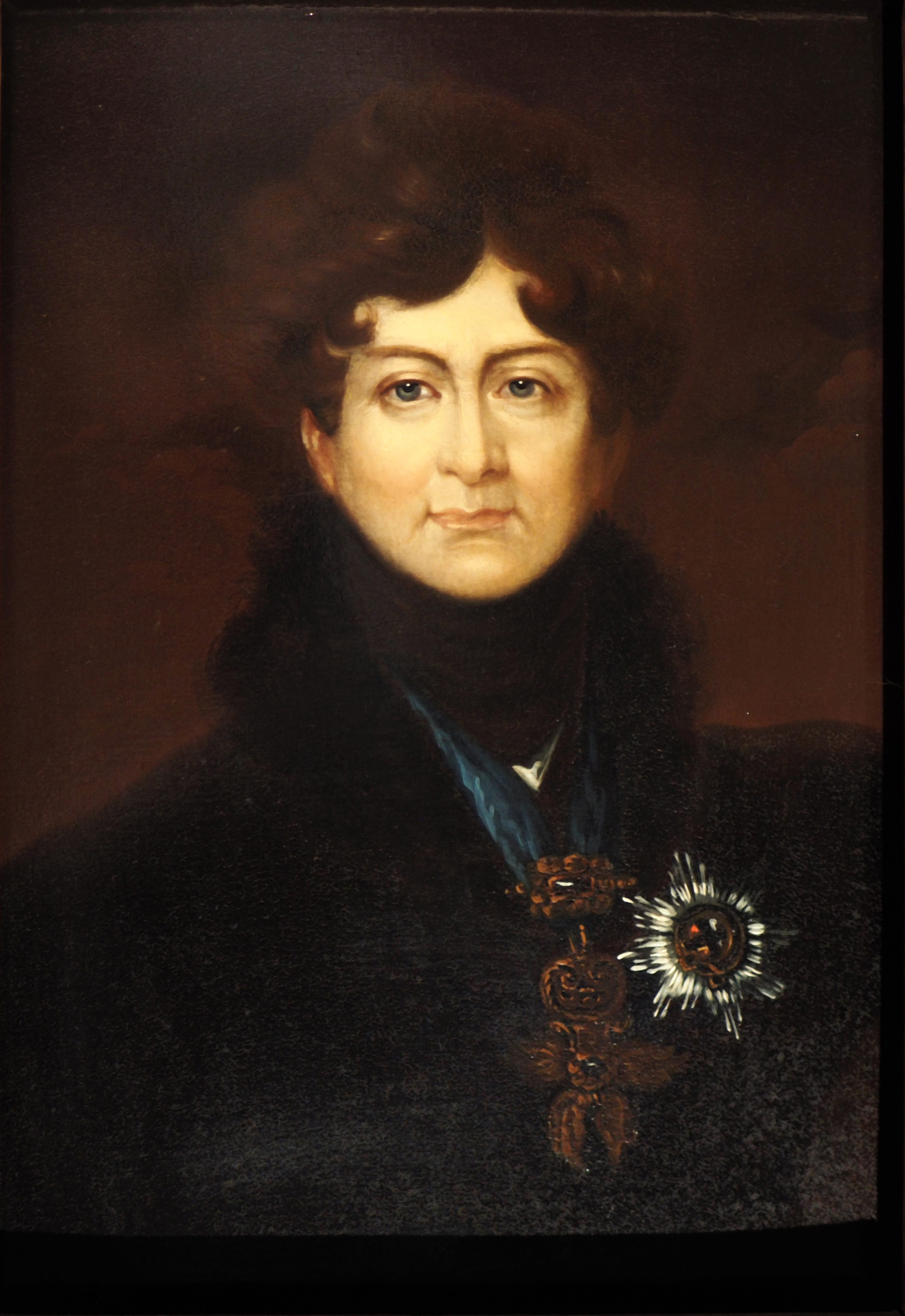
Jiří IV. († 26. června)

  - Thomas Lawrence, anglický malíř (* 13. dubna 1769)
  - Šarlota Španělská, portugalská královna manželka Jana VI. Portugalského (* 25. dubna 1775)
- 14. ledna – Victor Heinrich Riecke, německý luterský teolog, duchovní, církevní hodnostář (* 17. května 1759)
- 25. ledna – George Tierney, britský politik, dlouholetý poslanec Dolní sněmovny (* 20. března 1761)
- 17. února – Marcos António Portugal, portugalský hudební skladatel (* 24. března 1762)
- 17. března – Laurent Gouvion de Saint-Cyr, francouzský generál (* 13. dubna 1764)
- 30. března – Ludvík I. Bádenský, bádenský velkovévoda (* 9. února 1763)
- 16. dubna – József Katona, maďarský dramatik a básník (* 11. listopadu 1791)
- 21. dubna – Faustino Camisani, italský houslista, violista a hudební skladatel (* 27. ledna 1772)
- 16. května – Joseph Fourier, francouzský matematik a fyzik (* 21. března 1768)
- 17. června – William Harcourt, 3. hrabě Harcourt, britský polní maršál a šlechtic (* 20. března 1743)
- 26. června – Jiří IV., britský král (* 12. srpna 1762)
- 15. července – Dominique Joseph Vandamme, francouzský generál (* 5. listopadu 1770)
- 24. srpna – Louis Jean Pierre Vieillot, francouzský ornitolog (* 10. května 1748)
- 15. září – William Huskisson, britský státník, ekonom a finančník (* 11. března 1770)
- 18. září – William Hazlitt, anglický literární historik (* 10. dubna 1778)
- 23. září – Elizabeth Monroeová, manželka amerického prezidenta Jamese Monroea (* 30. června 1768)
- 14. října – Luisa Hesensko-Darmstadtská, velkovévodkyně Sasko-výmarsko-eisenašská (* 30. ledna 1757)
- 31. října – Petr I. Petrović-Njegoš, černohorský vladyka (* 1747)
- 08. listopadu – František I. Neapolsko-Sicilský, druhý král Obojí Sicílie (* 19. srpna 1777)
- 09. listopadu – Jan Śniadecki, polský matematik, astronom a filozof (* 29. srpna 1756)
- 18. listopadu – Adam Weishaupt, zakladatel tajného spolčení Ilumináti (* 6. února 1748)
- 21. listopadu – Károly Kisfaludy, maďarský dramatik a prozaik (* 5. února 1788)
- 25. listopadu – Pierre Rode, francouzský houslista a hudební skladatel (* 16. února 1774)
- 29. listopadu – Charles-Simon Catel, francouzský hudební skladatel a pedagog (* 10. června 1773)
- 01. prosince – Pius VIII., papež (* 1761)
- 08. prosince – Benjamin Constant, švýcarsko-francouzský politik, politický filozof a spisovatel (* 25. října 1767)
- 15. prosince – Moritz Kellerhoven, rakouský malíř a rytec (* 1758)
- 17. prosince – Simón Bolívar, jihoamerický politik (* 24. července 1783)
- 28. prosince – Therese Krones, rakouská herečka (* 7. října 1801)
- neznámé datum
  - Petr I. Petrović-Njegoš, třetí černohorský vladyka (* 1747)

## Hlavy států

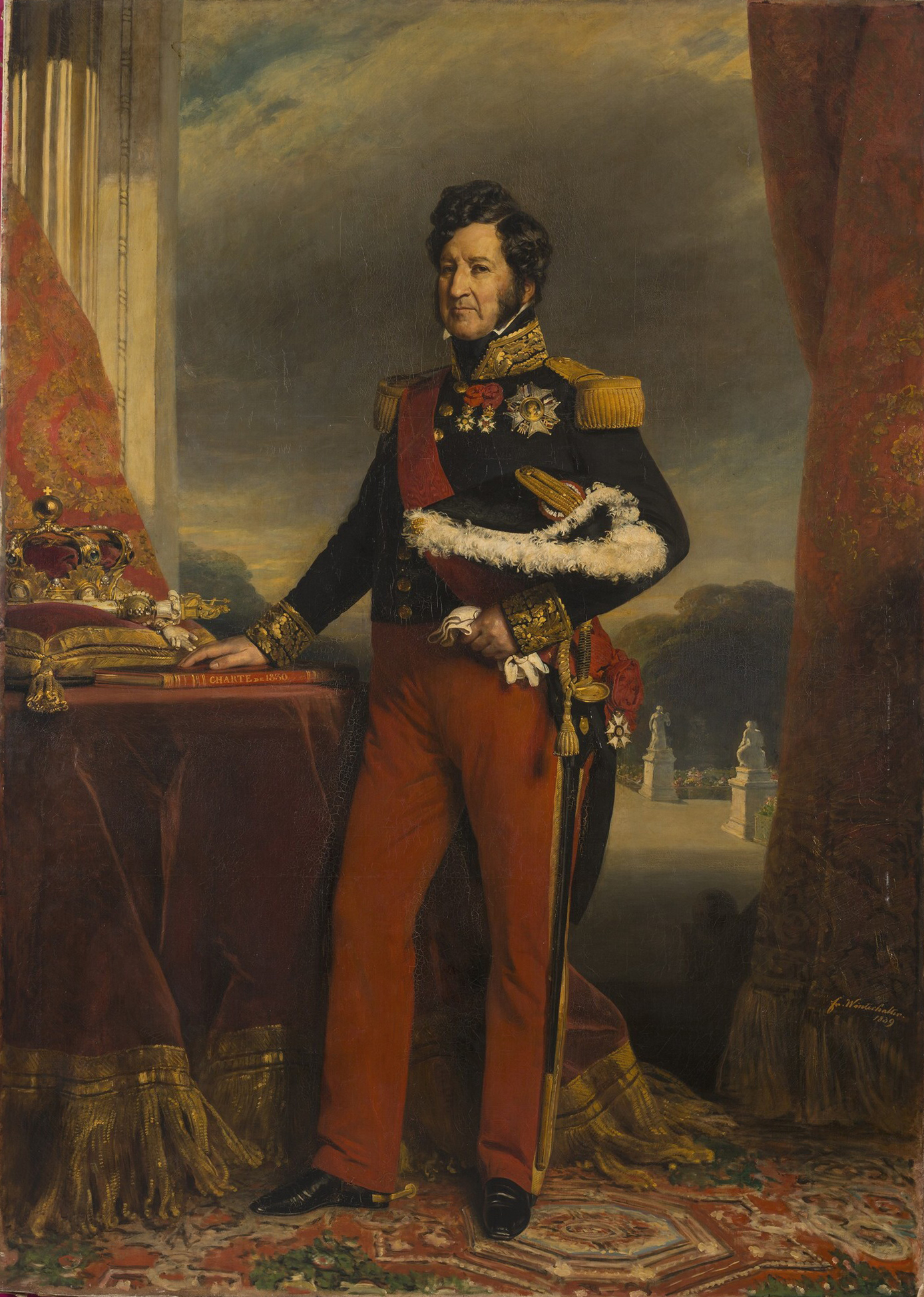
Francouzským králem se stal Ludvík Filip

- Francie – Karel X. (1824–1830) do 2. srpna / Ludvík Filip (1830–1848) od 9. srpna
- Království obojí Sicílie – František I. (1825–1830) do 8. listopadu / Ferdinand II. (1830–1859) od 8. listopadu
- Osmanská říše – Mahmut II. (1808–1839)
- Prusko – Fridrich Vilém III. (1797–1840)
- Rakouské císařství – František I. (1792–1835)
- Rusko – Mikuláš I. (1825–1855)
- Spojené království – Jiří IV. (1820–1830) do 26. června / Vilém IV. (1830–1837) od 26. června
- Španělsko – Ferdinand VII. (1813–1833)
- Švédsko – Karel XIV. (1818–1844)
- USA – Andrew Jackson (1829–1837)
- Papež – Pius VIII. (1829–1830)
- Japonsko – Ninkó (1817–1846)
- Lombardsko-benátské království – Rainer Josef Habsbursko-Lotrinský